# رشا إبراهيم
رشا إبراهيم (31 ديسمبر 1989 - ) ممثلة سورية.

## حياتها
ولدت في دمشق درست كلية التربية الرياضية، وتخصصت في الجمباز. اكتشفها المخرج “نبيل المالح” الذي قدمها في أول دور لها، ومن ثم شاهدها المخرج محمد الشيخ نجيب، ورأى أنها تصلح لشخصية “فيروز” التي تتطلب في من يؤديها صوتاً جميلاً، ووجهاً جديداً. 

## أعمالها
- 2023 باب الحاره الجزء 13
- 2022 باب الحاره الجزء 12
- 2023 الفرسان الظلام ج1.

- 2021 باب الحارة ج11.
- حارة الصالحية
- 2021 بروكار ج2 [لم يعرض بعد]
- 2020 بروكار ج1
- 2020 بصمة حدا
- 2020 كعب عالي 2020 - [لم يعرض بعد]
- 2020 ولاد سلطان
- 2019 باب الحارة ج 10: حارة الصالحية
- 2019 شوارع الشام العتيقة
- 2019 عطر الشام ج4
- 2019 فلم هندي
- 2019 كرسي الزعيم
- 2018 حريم الشاويش
- 2018 رائحة الروح
- 2018 ليزهر قلبي
- 2017 حكم الهوى
- 2017 طوق البنات ج4
- 2016 صدر الباز
- 2016 مدرسة الحب
- 2013 ألف سلامة
- 2013 الولادة من الخاصرة 3: منبر الموتى
- 2013 صرخة روح ج1
- 2013 قمر شام
- 2012 رفة عين
- 2012 زنود الست ج1
- 2012 ما بتخلص حكاياتنا
- 2012 الولادة من الخاصرة 2: ساعات الجمر
- 2011 مغامرات دليلة والزيبق